# Wucai

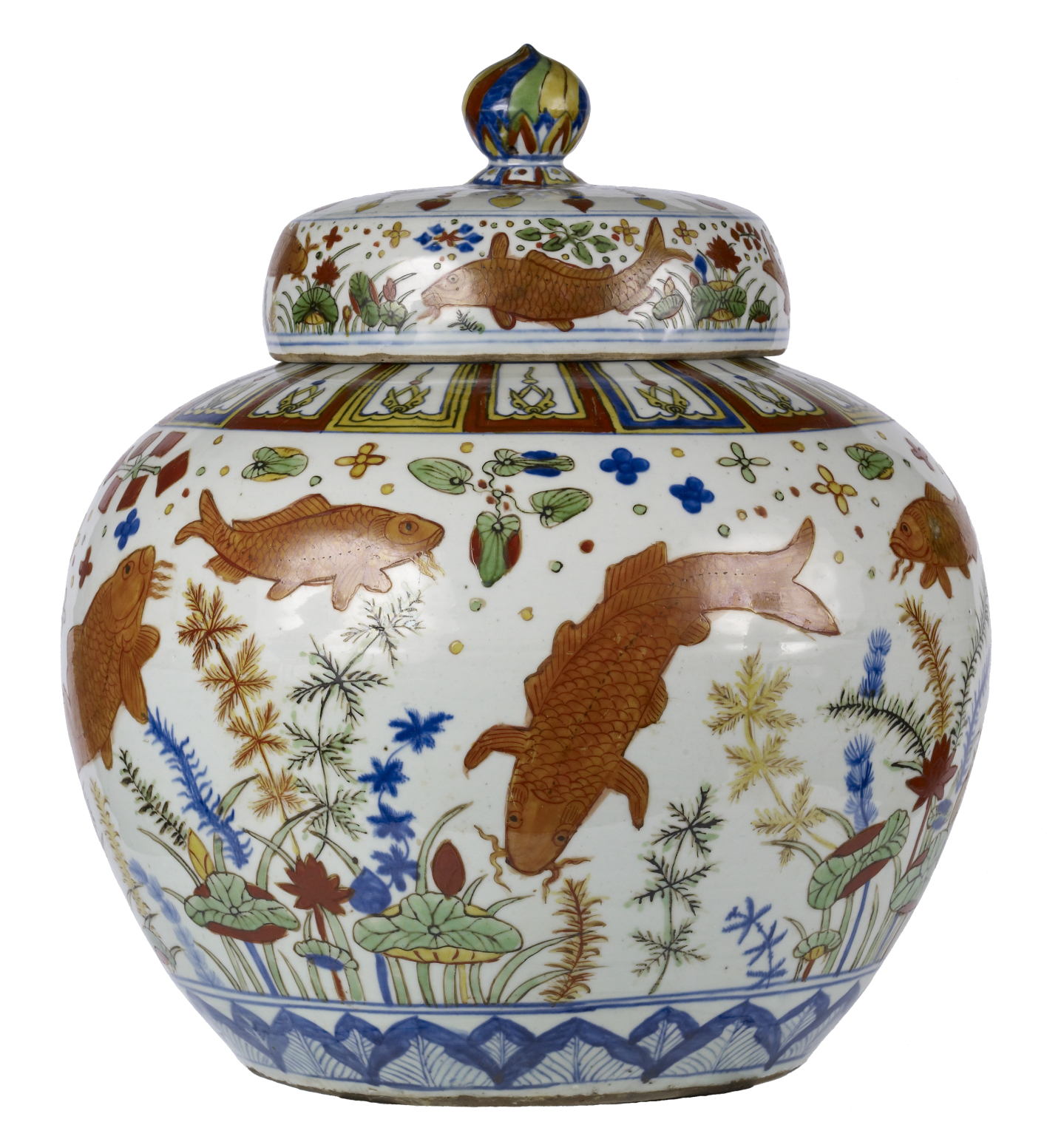
Un contenitore per il vino in stile wucai, risalente al periodo Jiajing della dinastia Ming

Il wucai è un tipo di ceramica cinese. Wucai significa cinque smalti o ceramica a cinque colori anche se in realtà gli smalti sono tre (rosso, verde e giallo) che, assieme al blu cobalto utilizzato per i bordi dei disegni e il corpo di porcellana bianca, danno i cinque colori.

## Descrizione
Il nome wucai, detto anche Wanli wucai si riferisce alla porcellana cinese decorata con questi colori durante la Dinastia Ming (1368-1642), in special modo durante i regni degli imperatori Jiajing (1522-1566), Longqing (1567-1572) e Wanli (1573-1619), che commissionarono una quantità di porcellane decorate in questo stile.
Il numero dei colori può variare e tende ad aumentare con il passare degli anni. Questo suggerisce che la cosa importante, più che l'effettivo numero di colori, fosse il numero cinque, tradizionalmente di grande importanza simbolica nell'arte cinese. Il numero cinque infatti si riallaccia ai Cinque Elementi dell'Universo, alle Cinque Direzioni, alle Cinque Montagne Sacre, alle Cinque Famiglie di Buddha, alle Cinque Benedizioni, alle Cinque Relazioni alle Cinque Bestie Velenose e alle Cinque Saggezze. Nel Buddhismo Vajrayāna ognuno dei Cinque Dhyani Buddha viene raffigurato con un colore differente: rosso, verde, bianco, blu e giallo, gli stessi di una ceramica wucai.